# Вільям Н'Гуну
Вільям Тонжі Н'Гуну (фр. William Tonji N'Gounou; нар. 31 липня 1983, Нігер) —— нігерський футболіст, що нині грає за шведський футбольний клуб «Лімхамн Бункефло» та за національну збірну Нігеру.